# بابن اینر-دامون
بابن اینر-دامون (انگلیسی: Babben Enger-Damon؛ زادهٔ ۱۹ سپتامبر ۱۹۳۹) اسکی‌باز صحرانوردی اهل نروژ بود.
وی در مسابقات کشوری و بین‌المللی در مجموع برندهٔ ۱ مدال طلا شده‌است.